# 甘珀酸
甘珀酸（英語：Carbenoxolone，缩写CBX）是一种甾体激素类似物，为甘草次酸与丁二酸在3β羟基位置形成的酯，和光果甘草根部中提取的甘草酸结构上类似。
甘珀酸可抑制11β-羟基类固醇脱氢酶（11β-HSD）将可的松转化为皮質醇。